# Мария Вифинская
Мария Вифинская (около 725 года, Вифиния — около 750 года, Ливан) — раннехристианская святая VI века, проживавшая в области Вифиния (сейчас Турция). Поминается 25 февраля (12 февраля по старому стилю).

## Биография
По легенде, когда её отец Евгений после смерти жены решил пойти в монастырь, дочь не захотела с ним расставаться и Евгений взял её с собой, переодев в мужской наряд. Мария назвала себя именем Марин и жила монашеской жизнью как мужчина.
Однажды, когда Марин уехал за продуктами, ему пришлось заночевать в трактире. Там его увидела дочь хозяина трактира, которая незадолго до этого забеременела, не будучи замужем. Она обвинила Марина в том, что он обольстил ее, и её папа сообщил об этом игумену монастыря. Марин не стал раскрывать тайну своего биологического пола, которая могла бы легко доказать обман. Вместо этого она приняла кару за преступление, которого не совершала, и стала жить нищенской жизнью у стен монастыря с мальчиком, названным сыном.
Спустя несколько лет такой жизни Марину разрешили вернуться в монастырь. Еще через три года Марин умер и во время подготовки тела к погребению его биологический пол всё же был раскрыт, из-за чего стало понятно, что обвинения были безосновательными. Женщине, оклеветавшей Марина, пришлось каяться в своих грехах и просить прощения у погибшего.

## Анализ
Святая Мария Вифийская принадлежит к популярному в Средневековье классу святых женщин, подвизавшихся в мужском образе (иначе — трансгендерных святых).
Самые ранние известные манускрипты, описывающие жизнь Марии, были написаны в X веке, а сама история была создана, вероятно, между началом VI и серединой VII веков.
Святую Марию в западной традиции называют Святой Мариной, и связывают это имя с другой трансгендерной святой, Пелагией Антиохийской (латинское имя Марина имеет то же значение, что греческое Пелагия).